# Head On (videogioco)
Head On è un videogioco arcade del 1979 sviluppato da SEGA. Considerato uno dei precursori di Pac-Man, è stato convertito per numerose piattaforme. La versione per Game Boy è stata distribuita con il titolo di Power Racer. Del gioco è stato inoltre prodotto un seguito dal titolo Head On 2, pubblicato da Nintendo come Head On N.